# بونو بونو (فلم)
بونو بونو فيلم مصري من إنتاج عام 2000.

## قصة الفيلم
يودع «أدهم» زوجته «ناهد» في مستشفى الأمراض العقلية بعد أن اكتشفت سره في عمليات شراء أجهزة ملوثة للغسيل الكلوي، تقرر ناهد الهروب من المستشفى بعد أن حصلت على المستندات التي تدين زوجها أدهم، تتنكر ناهد في زي الرجال، تركب تاكسي يقودة «يوسف» وهو شاب شبه مخمور، يعلم أدهم بهرب ناهد من المستشفى، يجند رجاله للبحث عنها، تتصل ناهد بالمحامي حمدي وتسلمه المستندات وحتى لا تقع المستندات في يد أدهم يشتري حمدي حقيبة يضع بها المستندات مع ورقة تحمل اسم ناهد، تفقد الورقة وتشتري الحقيبة إحدى السائحات، تبدأ رحلة البحث عن الحقيبة المفقودة التي بها المستندات ومع توالي الأحداث يتم الوصول إلى الحقيبة، ويقبض على أدهم الذي أراد بفعلته هذه أن يدمر وطنه.

## بطولة
- نادية الجندي
- ياسر جلال
- محمد مختار
- عزت أبو عوف
- غادة إبراهيم
- أشرف مصيلحي
- محمد خيري
- كريم زنانيري

## روابط خارجية
- مقالات تستعمل روابط فنية بلا صلة مع ويكي بيانات